# Szabadbattyán, Fejér
Szabadbattyán  este un sat în districtul Székesfehérvár, județul Fejér, Ungaria, având o populație de 4.532 de locuitori (2011). 

## Demografie
Componența etnică a satului Szabadbattyán
     Maghiari (97,39%)
     Necunoscut (0,57%)
     Alții (2,04%)
Componența confesională a satului Szabadbattyán
     Romano-catolici (39,96%)
     Fără religie (17,12%)
     Reformați (12,51%)
     Necunoscută (29,3%)
     Alte religii (2,27%)
Conform recensământului din 2011, satul Szabadbattyán avea 4.532 de locuitori. Din punct de vedere etnic, majoritatea locuitorilor (97,39%) erau maghiari. Apartenența etnică nu este cunoscută în cazul a 0,57% din locuitori. Nu există o religie majoritară, locuitorii fiind romano-catolici (39,96%), persoane fără religie (17,12%) și reformați (12,51%). Pentru 29,3% din locuitori nu este cunoscută apartenența confesională.